# Circuito de Anglesey
El Circuito Anglesey (Galés: Trac Môn) es un circuito de carreras situado en Tŷ Croes, en la costa oeste de la isla de Anglesey, Gales, con vistas al Mar de Irlanda y la cordillera de Snowdonia y es sede de una variedad de eventos, incluyendo carreras de autos, carreras de motos, piques, tramos cronometrados de rally y drifting. 

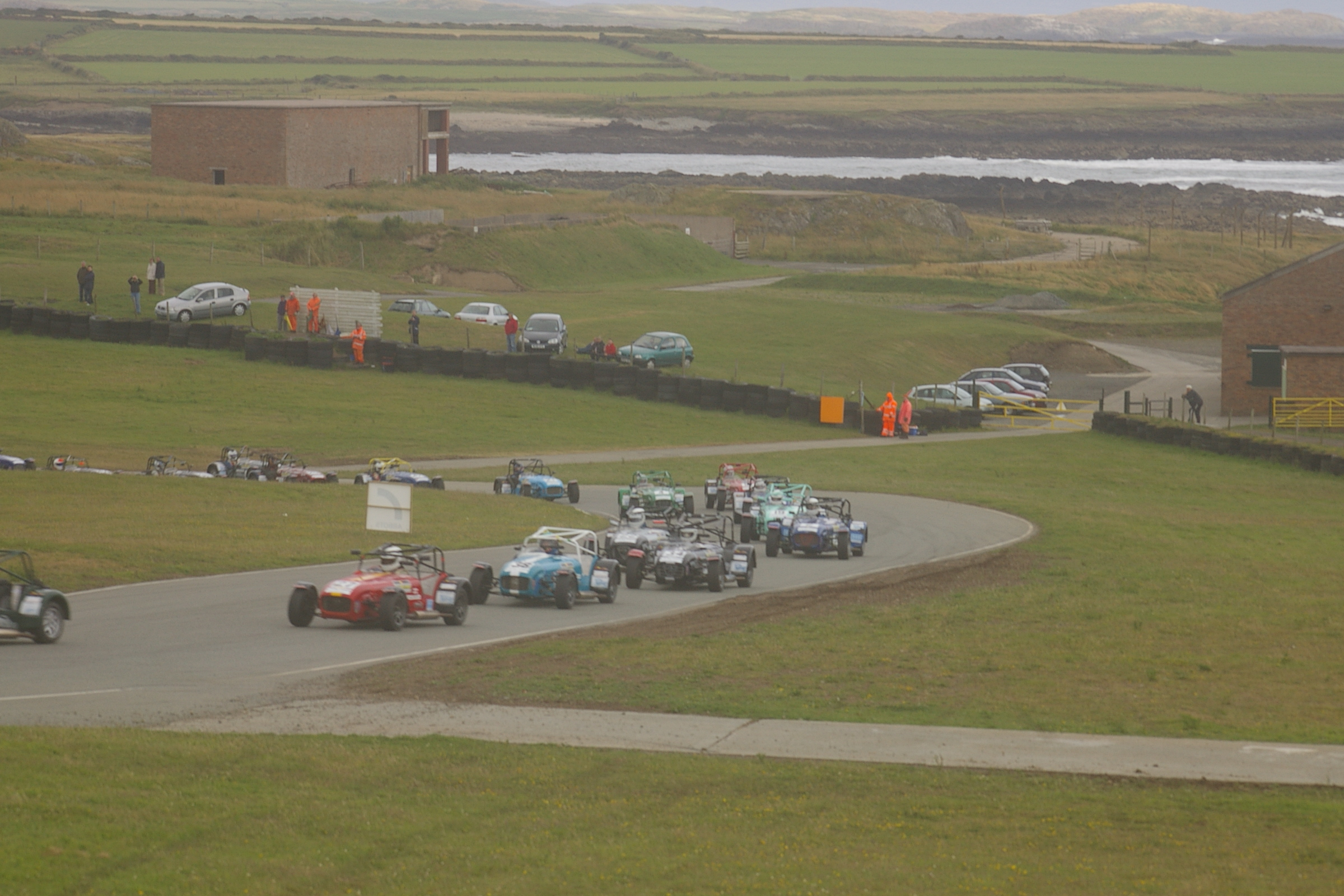
Carrera de Caterham Super 7 desarrollándose en el circuito de Anglesey.

El circuito está construido sobre lo que originalmente era una instalación de entrenamiento de artillería real del Ejército Británico y luego un establecimiento de radar de la RAF. Aprovechando el recorrido formado por carreteras alrededor de parte del complejo, comenzaron a organizarse carreras de motor. A partir de 1997, se realizaron mejoras a las instalaciones y se incorporó un pequeño pit lane, con lo que el circuito obtuvo licencia completa para organizar carreras de campeonatos de MSA (Motor Sports Association), posteriormente conocido como Motorsport UK, que es la organización nacional de membresía y el órgano rector para el deporte de motor de cuatro ruedas en el Reino Unido y de la ACU (Auto-Cycle Union), que es el órgano rector del deporte de la motocicleta en Reino Unido, incluidas las Islas del Canal y la Isla de Man, pero excluyendo Irlanda del Norte
En 2006, el circuito experimentó una revisión importante en la mayoría del trazado de 1.057 millas (1,70 km), siendo reconfigurado radicalmente. El nuevo trazado inaugurado el 24 de mayo de 2007 incluye cuatro diseños de pista diferentes, de los cuales 2 se pueden utilizar simultáneamente: el Circuito Internacional de 2,1 millas (3,38 km); el Circuito Costero de 1,55 millas (2,49 km), el Circuito Nacional de 1,2 millas (1,93 km) y el Circuito Club de 0,8 millas (1,29 km).

"Circuito Internacional"
"Circuito Costero"
"Circuito Nacional"
"Circuito Club"

Una de las rectas en el circuito lleva el nombre del piloto galés de Fórmula 1, Tom Pryce, quien falleció en un accidente durante el Gran Premio de Sudáfrica en Kyalami en 1977 cuando un mariscal de la pista con un extintor de incendios cruzó la pista frente a él. El extintor golpeó a Pryce en la cabeza, y tanto él como el mariscal murieron.
El programa de automovilismo televisivo emitido por Discovery Channel y History entre otros, A Toda Máquina (en inglés Fifth Gear), usó regularmente el circuito Anglesey para el segmento Shoot Out del programa. Desde la nueva configuración de la pista, la producción del programa ha optado por utilizar el diseño costero, el cual parece ser el más popular entre los entusiastas del día de la pista debido al difícil segmento de sacacorchos cuesta abajo.